# Gérard de Ballorre
Gérard de Ballorre (Paris, 25 de novembro de 1899 - Paris, 6 de dezembro de 1974) foi um adestrador e oficial francês.

## Carreira
Gérard de Ballorre representou seu país nos Jogos Olímpicos de 1936, na qual conquistou a medalha de prata no adestramento por equipes.